# Juanita Breckenridge Bates
Juanita Breckenridge Bates (31 de diciembre de 1860-11 de junio de 1946) fue una ministra congregacionalista estadounidense cuya solicitud fue el caso de prueba para determinar la política de la denominación. Fue la primera mujer en obtener el título de Bachelor of Divinity del Oberlin College (1891), y Oberlin fue la primera escuela en otorgar este título. Durante décadas, fue una organizadora comunitaria en el movimiento de sufragio femenino.

## Primeros años y educación
Breckenridge nació en Hopewell, Municipio de Rivoli (condado de Mercer, Illinois) el 31 de diciembre de 1860. Era la hija de Hugh y Mary (Watson) Breckenridge. Su padre era un ministro metodista.
Se educó en la Escuela Secundaria de Rock Island, en el Wheaton College (B.S.) y en el Seminario Teológico del Oberlin College (1891, B.D.). Mientras estaba en Oberlin, fue miembro de la Sociedad Literaria de Damas.

## Carrera

### Breckenridge
En la primavera de 1890, solicitó a la Conferencia Congregacional de Cleveland una licencia para predicar. Su caso fue puesto a prueba para determinar la política de la denominación y la licencia fue concedida en la conferencia de otoño de 1890, después de seis meses de discusión. Fue ordenada en Brookton (Nueva York), el 28 de junio de 1892. El sermón de ordenación fue predicado por su hermano, el reverendo W. W. Breckenridge, y el cargo fue dado por el venerable reverendo Thomas K. Beecher. En Brookton fue el primer encargo de la reverenda Annis F. Eastman, y la congregación estaba tan contenta con su ministerio que llamaron a Breckenridge para sucederla.

### Bates
El 27 de septiembre de 1893 se casó con el Honorable Frederick E. Bates en New Windsor, Illinois. En ese momento, renunció a su puesto en la Iglesia congregacional ya que tenía la intención de visitar a su madre en el medio oeste.
Bates presidió el Partido del Sufragio en Ithaca (Nueva York), y fue líder del Condado de Tompkins, Nueva York en la campaña del estado de Nueva York por el sufragio femenino. La ciudad de Ithaca y el condado de Tompkins llevaron a cabo el sufragio.
Se interesó por la Escuela Sabática, la Liga de Servicio Social, el trabajo de la Y.W.C.A., y el trabajo de las misiones en el país y en el extranjero. Fue primera vicepresidenta del Club de Estudios Políticos de Ithaca, miembro de la Asociación Ministerial Susquehanna, de la Conferencia Congregacional del Estado de Nueva York y directora de la Federación de Clubes de Mujeres del Estado de Nueva York, del Club de Mujeres de Ítaca, del Club de Estudios Políticos y de la Federación Municipal de Organizaciones de Mujeres de Ítaca.

## Vida personal
Se casó con Frederick Bates en 1893. Sirvió como alcalde de Ithaca en 1916. Tuvieron dos hijos, Juanita y Abraham. Frederick murió en 1922, y Bates administró la gran propiedad dejada por su marido.
Bates murió el 11 de junio de 1946, en Ítaca, y fue enterrada en el cementerio de Lake View.